# Taux d'ouverture
Le taux d'ouverture d'une économie mesure la place que tient le reste du monde dans l'économie d'un pays. Il mesure le niveau de la contrainte extérieure et s'évalue par de multiples éléments significatifs et informatifs du degré d'échange d'une économie avec le reste du monde. Ainsi des flux comme les importations et ou exportations nettes peuvent être utilisés. Des rapports significatifs (ratios) peuvent l'être aussi. Dans ce sens, le taux de dépendance par exemple peut être mesuré par les importations, exportations ou leur moyenne rapportée au PIB, au PNB ou à la VA. Le taux de couverture des importations par les exportations peut être utilisé dans ce sens.
Un pays avec un très faible taux d'ouverture vit en quasi autarcie. Un pays à fort taux d'ouverture a une économie extravertie.

## Définition mathématique
Soient :
- Y, le PIB aux prix du marché (PIBpm) ;
- X, les exportations de biens et services ;
- M, les importations de biens et services.
La principale définition mathématique utilisée pour calculer le taux d'ouverture est donnée par :
{\displaystyle {\frac {({\frac {X+M}{2}})}{Y}}}
Ce calcul est à prendre en compte de façon empirique.
De façon simple : degré d'ouverture = moyenne des exportations et des importations / PIB

## Quelques chiffres
| Taux d'ouverture 2006[réf. nécessaire] |      |
| Monde                                  | 21%  |
| France                                 | 21%  |
| UE                                     | 13%  |
| Allemagne                              | 32%  |
| Chine                                  | 31%  |
| Belgique                               | 81%  |
| Singapour                              | 110% |
| USA                                    | 11%  |
| Japon                                  | 11%  |

| UE  | États-Unis | Chine |
| 17% | 14%        | 20%   |